# Millican (Texas)
Millican es un pueblo ubicado en el condado de Brazos en el estado estadounidense de Texas. En el Censo de 2010 tenía una población de 240 habitantes y una densidad poblacional de 23,07 personas por km².

## Geografía
Millican se encuentra ubicado en las coordenadas 30°28′0″N 96°12′12″O / 30.46667, -96.20333. Según la Oficina del Censo de los Estados Unidos, Millican tiene una superficie total de 10.4 km², de la cual 10.39 km² corresponden a tierra firme y (0.1%) 0.01 km² es agua.

## Demografía
Según el censo de 2010, había 240 personas residiendo en Millican. La densidad de población era de 23,07 hab./km². De los 240 habitantes, Millican estaba compuesto por el 82.08% blancos, el 5% eran afroamericanos, el 0% eran amerindios, el 0.42% eran asiáticos, el 0% eran isleños del Pacífico, el 12.08% eran de otras razas y el 0.42% pertenecían a dos o más razas. Del total de la población el 19.17% eran hispanos o latinos de cualquier raza.